# 하동 청룡리 석불좌상
하동 청룡리 석불좌상(河東 靑龍里 石佛坐像)은 대한민국 경상남도 하동군에 있는 석불이다. 1997년 12월 31일 경상남도의 문화재자료 제245호로 지정되었다.

## 개요
속칭 ‘우마니들’, ‘우마니 절터’라고 불리는 경상남도 하동군 옥종면 청룡 마을 앞 들판에서 발견된 불상이다. 1954년 공사 도중에 발견되었는데, 주민들이 뜻을 모아 지은 보호각에 보관되어 있다.
불상은 머리 부분의 훼손이 심하고 얼굴은 형태를 알아보기 어려울 정도이다. 다만 목에는 3줄의 삼도(三道)가 뚜렷하고, 옷주름은 소박하게 표현하였다. 훼손이 심해서 확실하지는 않지만 손모양은 아미타불이 취하는 모습에 가깝다.
전체적으로 화려한 기교없이 소박하게 표현한 것으로 보아 고려 후기에 만든 것으로 추정된다.

## 현지 안내문
고려시대 후기에 만들어진 것으로 추정되는 높이 107cm, 다리 너비 97cm의 석불좌상으로, 1954년에 청룡리 마을의 우마니 절터에서 발굴된 것이다.
부처의 머리카락은 간단하게 표현되었고, 목에는 세 줄의 삼도가 뚜렷하다. 악을 물리치고 지혜의 땅을 가리키는 손과 살찌게 보이는 몸은 약간은 유치하게 표현되어 전형적인 불상과는 많은 차이를 보이고 있다.
고려 후기에 민간에서 세웠던 민불로 추정되고 있다.

## 참고 자료
- 하동청룡리석불좌상 - 국가유산청 국가유산포털